# Bernardov
Bernardov – wieś i gmina w Czechach, w powiecie Kutná Hora, w kraju środkowoczeskim.
1 stycznia 2017 gminę zamieszkiwało 198 osób, a ich średni wiek wynosił 42,9 roku.